# Turecká kuchyně
Turecká kuchyně má dlouhou historii a vývoj, který sahá až k nomádským zvykům původních turkických národů s indickými, perskými a arabskými vlivy. Dále se v ní mísí kulinářské tradice oblastí ze Středomoří jako je Levanta nebo řecká kuchyně, dále Balkánu i Kavkazu, včetně arménských a aramejských tradic. Tato rozmanitost vlivů se v průběhu staletí vyvinula, obzvláště v době osmanské kultury, do podoby dnešní turecké kuchyně.

## Suroviny

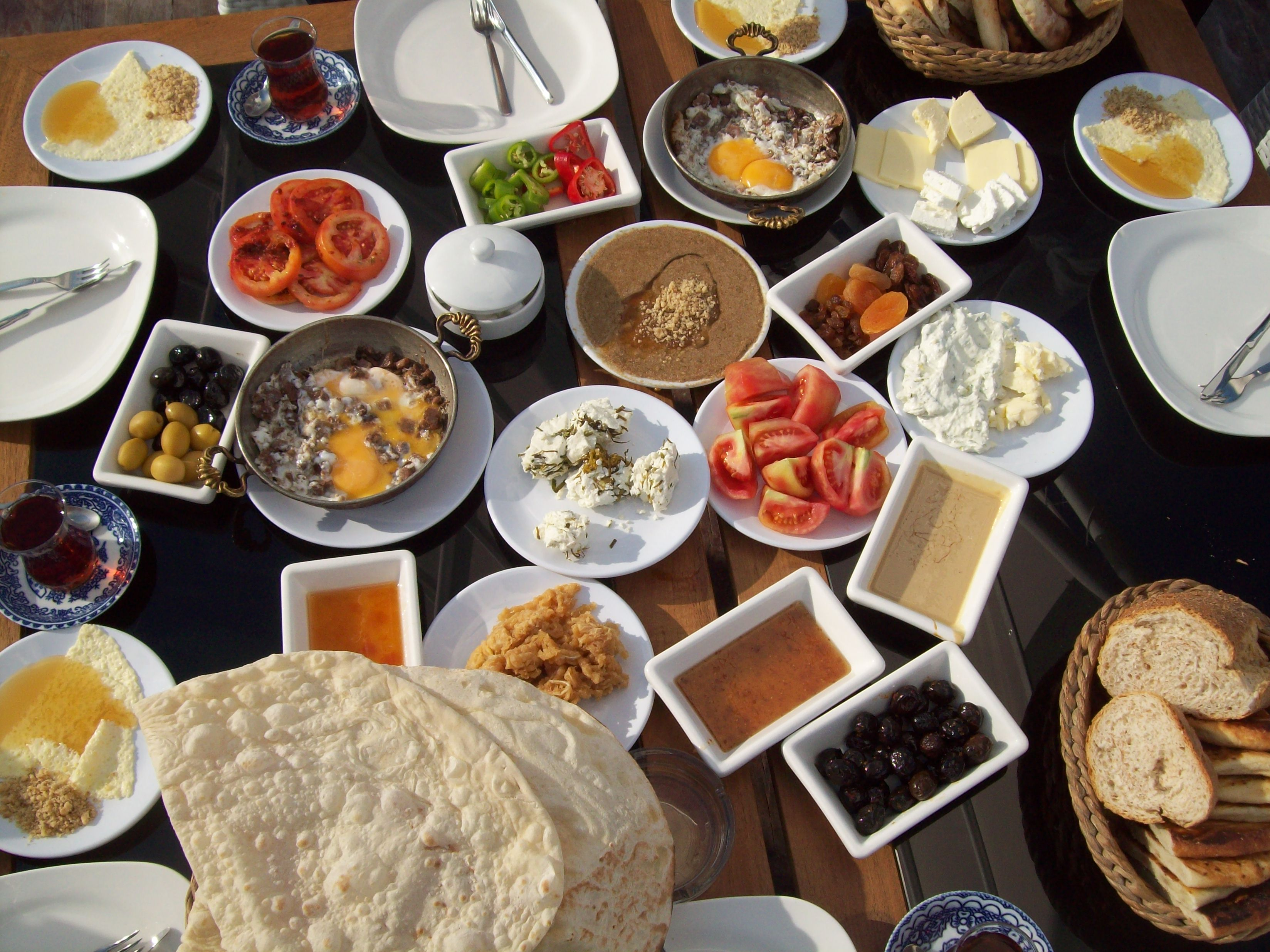
Snídaně v provincii Van

Turecká kuchyně je pestrá a chutná. Konzumuje se nejčastěji skopové, jehněčí a drůbeží maso. Chybí zde vepřové maso jako v každé muslimské zemi.
Jako příloha se nejčastěji podává rýže (pilav) nebo bílý chléb (ekmek). Brambory a zelenina jsou také časté, ale spíše jako obloha, než příloha. Těstoviny se konzumují v turistických oblastech.
Zelenina je v Turecku velmi oblíbená.  Biber je název pro pálivou papriku, domates pro rajče, salatalık pro salátovou okurku. Běžnou součástí turecké kuchyně je i lilek, cuketa, mrkev, petržel, celer, cibule, olivy a další. Ze zeleniny se připravují saláty, které se podávají téměř ke každému jídlu.
Turci koření mnohem více než Středoevropané. Proto se koření prodává i v půlkilových baleních. Jídla jsou často hodně pálivá, neboť obsahují turecké chilli. Často je používaný koriandr, římský kmín (cumin), indická směs (tandori), petržel, máta a celerová nať.
Z mléčných výrobků je nejpoužívanější jogurt, jehož název pochází z turečtiny. V Turecku se jogurtu jí hodně a je velmi kvalitní a dobrý. Sýry jsou také velmi oblíbené a prodávají se ve velkých baleních. Sýr se turecky řekne peynir, tavený sýr içgen peynir. Oblíbené jsou ovčí nebo kozí sýry.
Z nápojů je nejoblíbenější čaj. Pije se několikrát denně a Turci jej připravují nejčastěji ve zvláštní čajové soupravě. V Turecku se dokonce pěstuje zvláštní černomořská odrůda čaje. Druhým nejoblíbenějším nápojem je káva. Klasická turecká káva se připravuje v džezvě, v kovovém džbánku s dlouhou rukojetí, ve kterém se káva vaří s vodou.

## Pokrmy

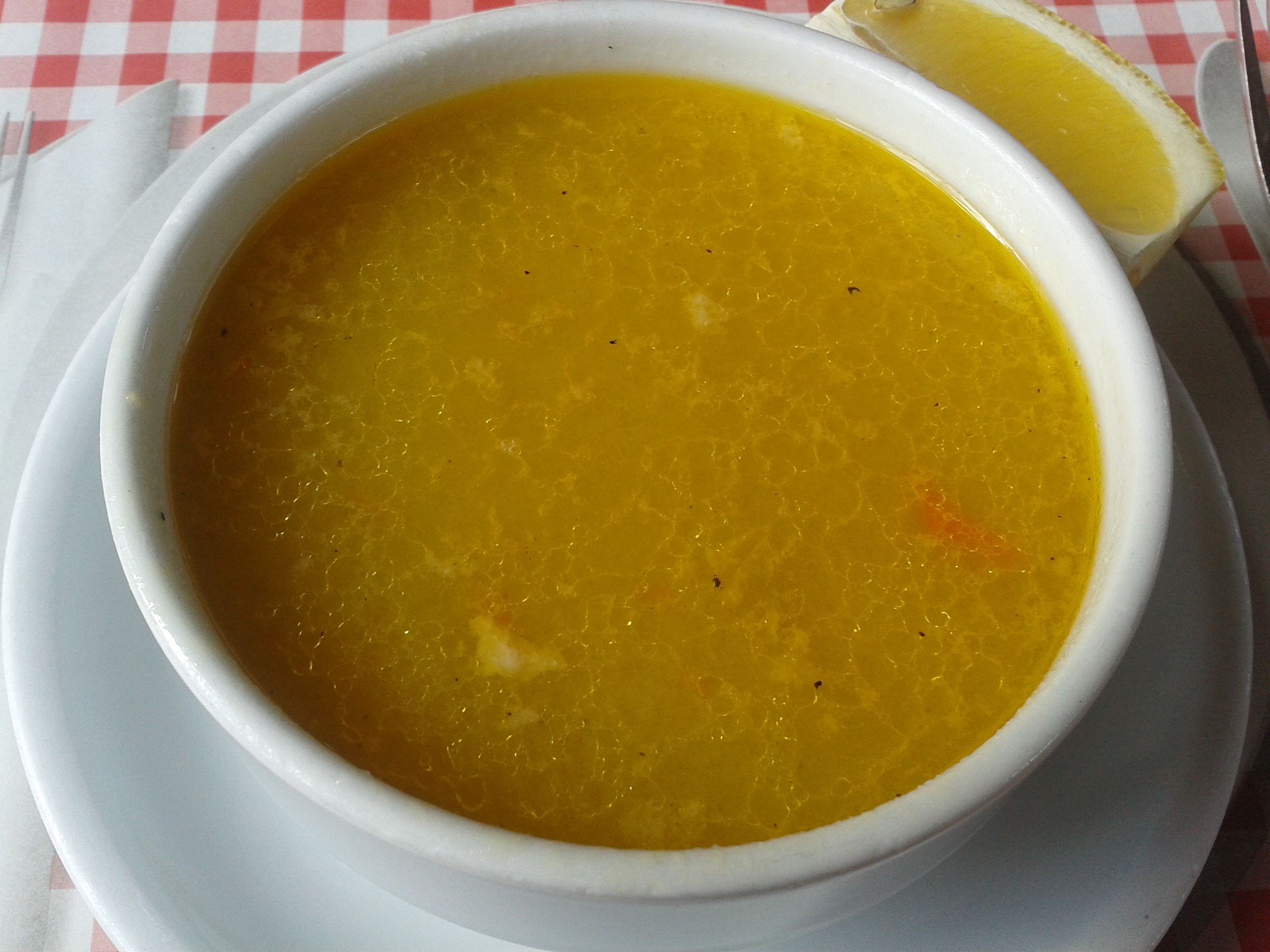
Çorba, hustá polévka

### Polévky
- Çorba, polévka je nejčastěji hustá a velmi sytá. Často se konzumuje s chlebem jako hlavní Tzatzikijídlo.

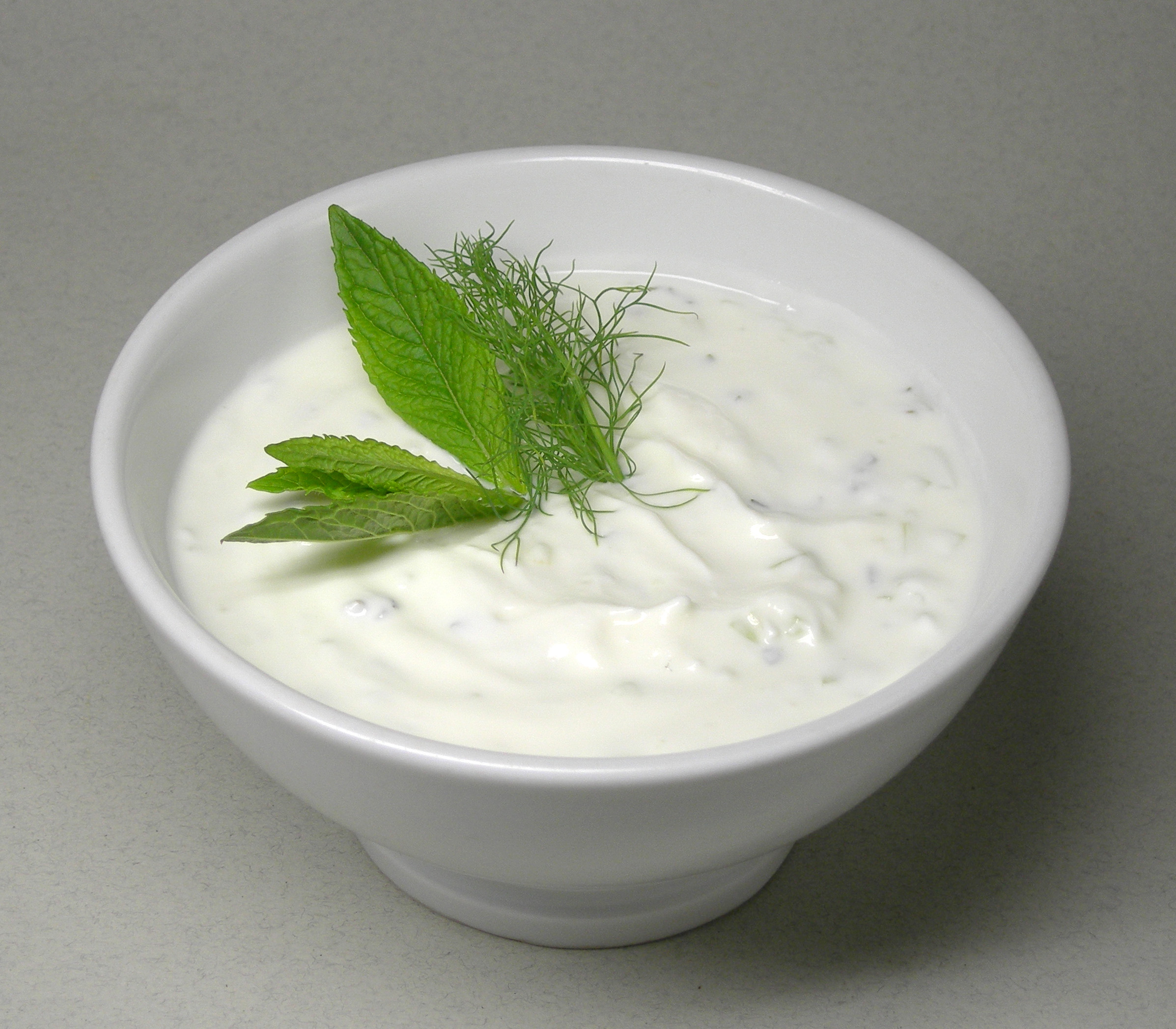
Tzatziki

- Merdžimek čorbasi, čočková polévka, často z červené čočky
- Tavuk čorbasi, zahuštěný slepičí vývar s citrónem
- Škembe Škembe, dršťková polévka
- Pača čorbasi, hustá skopová polévka z vnitřností, masa a kostí

### Saláty
- Çoban salatasi, salát podobný šopskému salátu, jeho základem jsou okurky, rajčata a papriky. Většinou neobsahuje sýr, ale naopak listovou petržel. Po smíchání se nechá odležet.

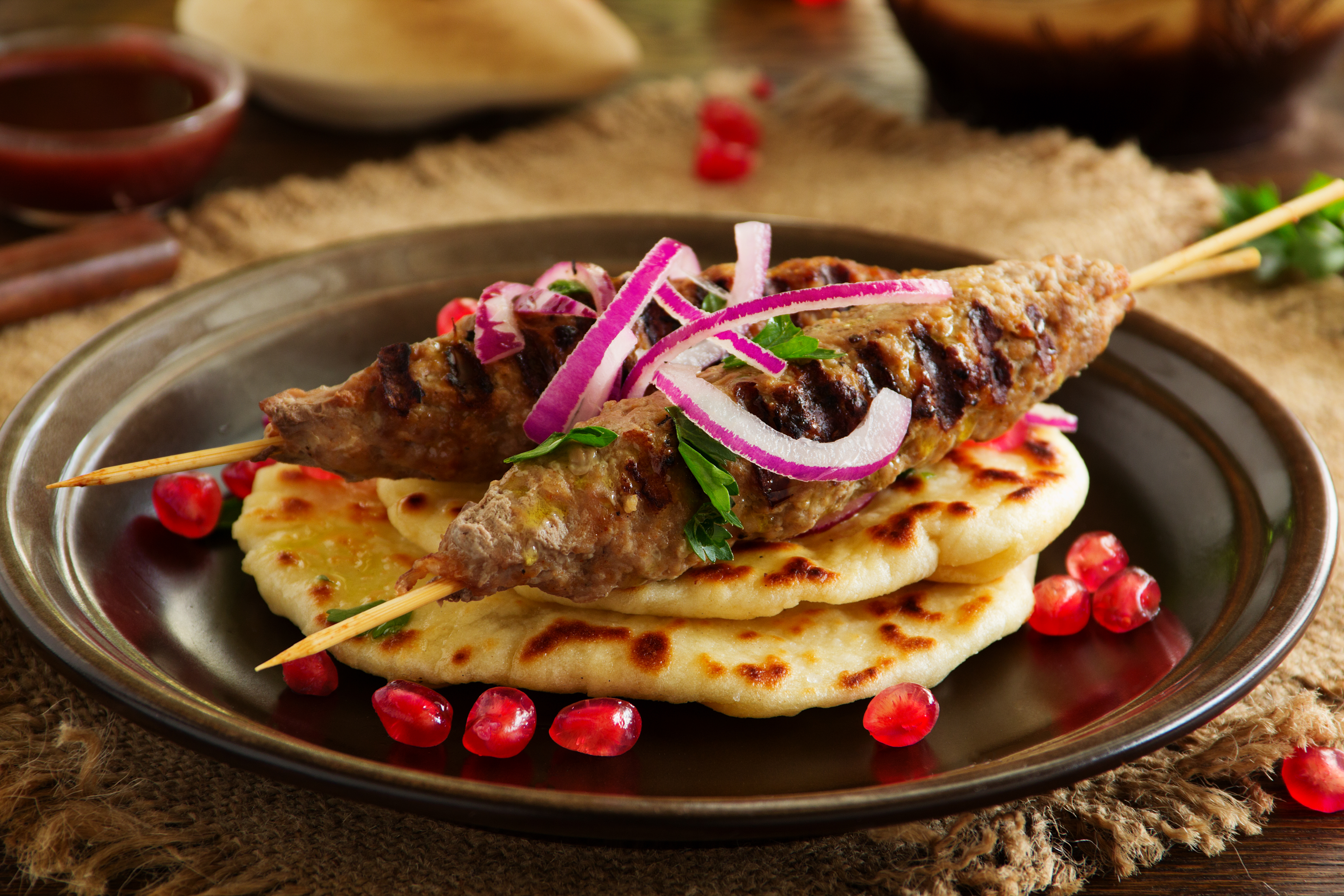
Kebab

- Cacık, podobá se řeckému tsatsiki
- Pilaki, fazolový salát[1]

### Hlavní jídla
- Kebab, národní jídlo, pečené nebo grilované maso v mnoha variantách
- Döner kebap, maso na vertikální grilovací tyči, která se otáčí a maso se postupně odřezává. Et döner je skopový, tavuk dőner je kuřecí kebab. Odřezané maso se vkládá do arabského chleba (pita dőner) nebo do rozpůlené veky (yaprak dőner).
- şiş kebap, kousky masa na jehle prokládané zeleninou a grilované, podobá se našemu špízu
- Patlican kebap, maso opékané s lilkem
- Adana kebap, mleté maso smíchané s chilli napíchnuté na jehle a grilované.
- Urfa kebap, mleté maso napíchnuté na jehle a grilované, nepálivé.
- Taş kebap, připomíná náš guláš
- Börek, listový závin různého tvaru (od šátečků a placek až k zatočeným šnekům), plněný sýrem, masem nebo špenátem[1]
- Saç tava, kousky kuřecího masa s nakrájenou zeleninou. Podává se na kovové misce, často během konzumace zespoda zahřívané plamenem.
- Köfte, masové koule připravované obvykle na grilu.
- Çiğ köfte, pokrm ze syrového mletého masa, obvykle hovězího nebo skopového. Současné hygienické předpisy prodej Çiğ köfte v Turecku zakazují. V rychlých občerstveních se tak prodává bezmasá verze, připravovaná ze směsi bulguru, mletých ořechů, rajčat a papriky.
- Menemen, pokrm z vajec, rajčat, zelených paprik a dalších surovin.
- Manti, vařené knedlíčky plněné masovou směsí.
- İmam bayıldı, lilek plněný zeleninou, populární také v Řecku, Makedonii, Izraeli či Albánii.
- Dolma, rýží, případně i masem, plněná zelenina, nejčastěji paprika, rajče či cuketa.
- Gözleme, palačinky[1]
- Sarma, masovo-rýžová směs zavinutá do vinného nebo zelného listu.
- Burek
- Kuru fasulye, bílé fazole v rajské omáčce, někdy ještě s rýží.[1]Kebab na jehle
- Güveç, dušené maso se zeleninou

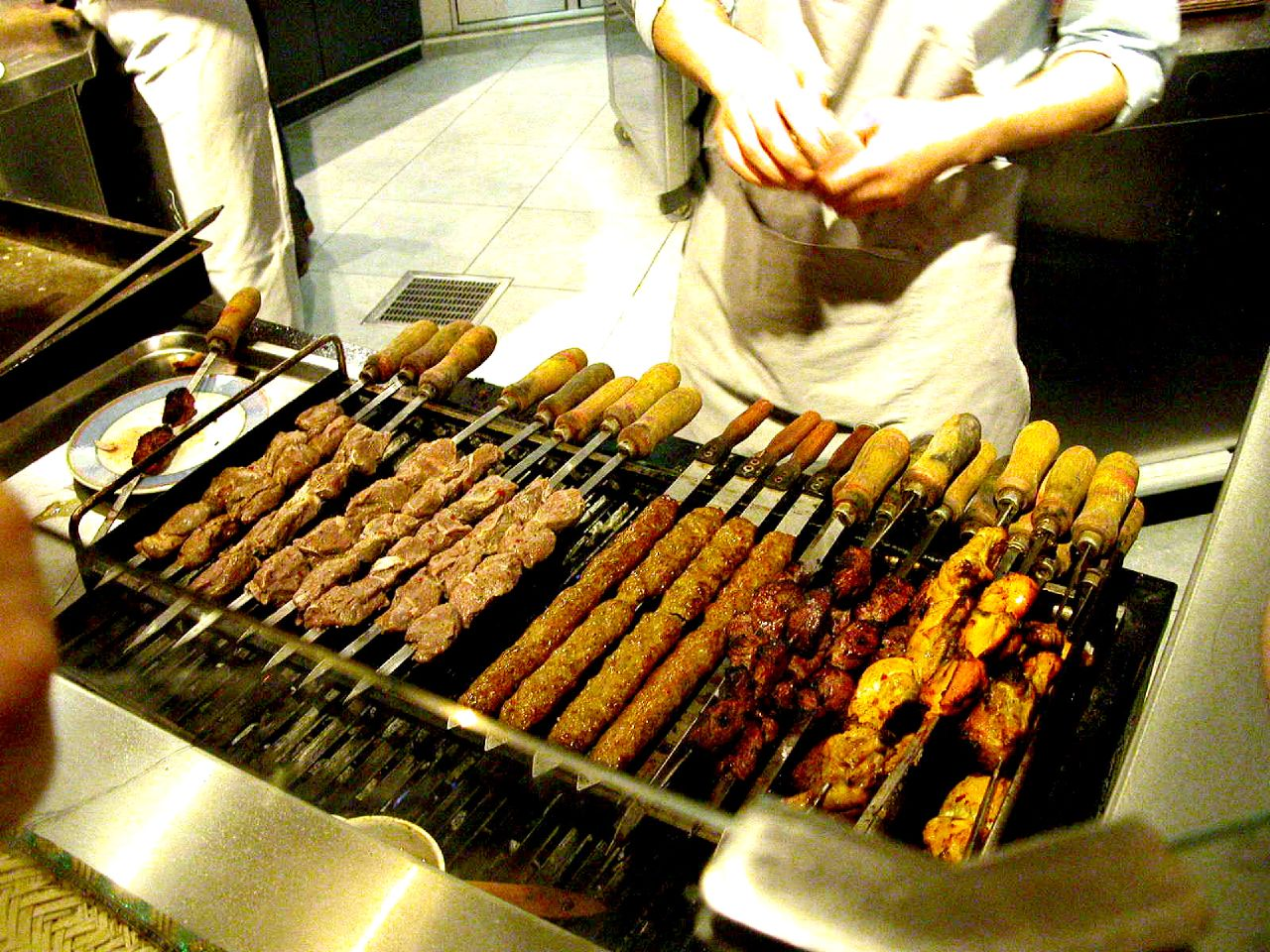
Kebab na jehle

- Musakka, do zapékací misky postupně naskládané mleté maso, brambory, lilek, rajčata a pak zapečené
- Okra, dušené maso s mrkví
- Pastirma, sušené hovězí maso obalené paprikou a česnekem[1]
- Sucuk, sušené mleté maso ve tvaru klobásek[1]
- Alabalik, pstruzi, jsou chováni na farmách a konzumováni ve speciálních restauracích alabalik tesisleri.
- Mercimek çorbası, krémová čočková poléka se stroužky citronu[1]
- Kavurma, sváteční jídlo na oslavu biblického obětování jehňátka. Je to jehněčí dušené ve vlastní šťávě a pak zprudka opečené, obvyklé podávané s rýžovým pilavem[1]

### Sladká jídla

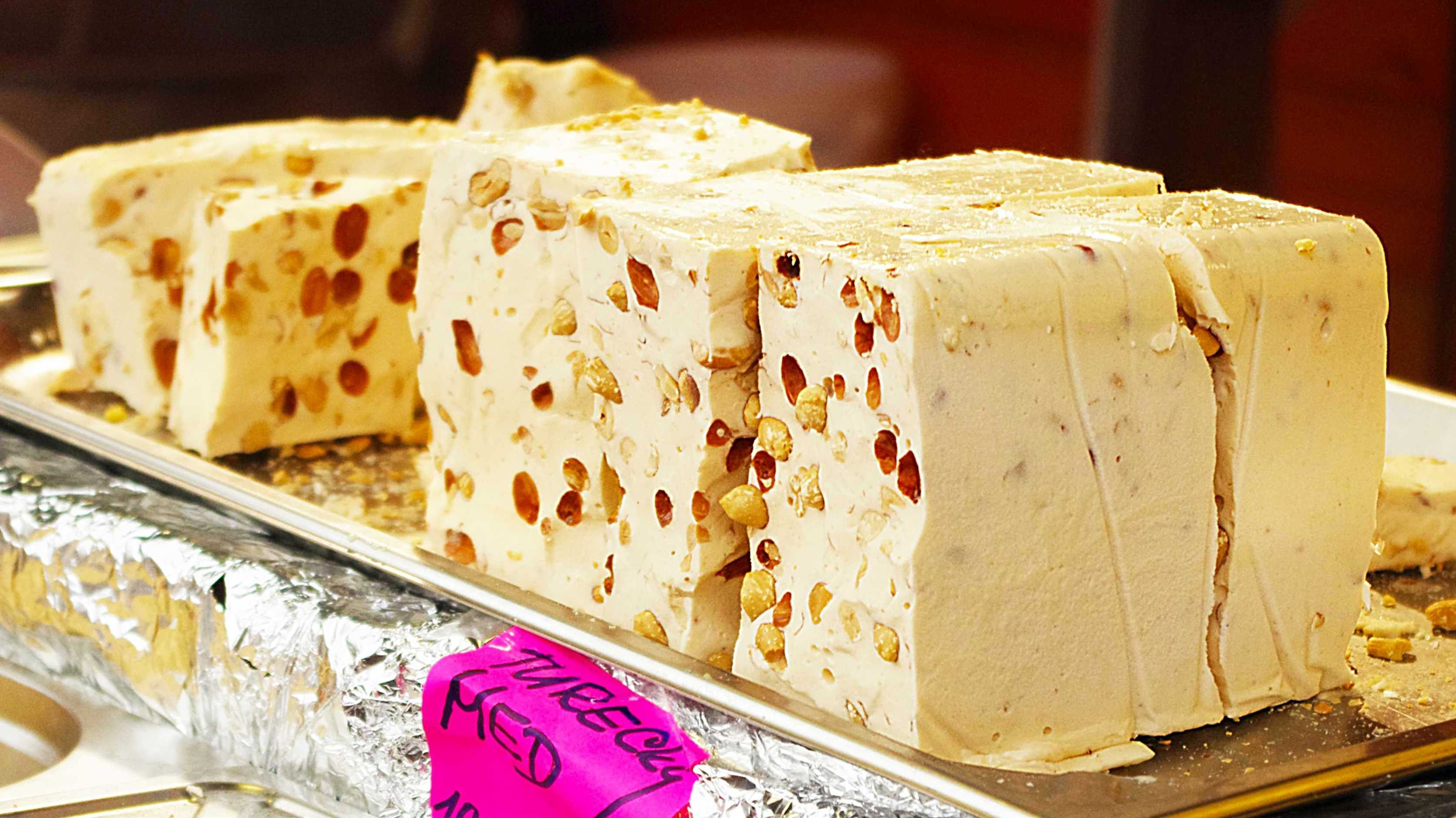
Turecký med

- Turecký med, národní jídlo, tvrdší bonbóny, kostky nebo tyčinky.
- Lokkum (turecký med), sladké a velmi měkké bonbony nebo kostky. Jsou obalené nebo zdobené ořechy, kokosem či jinými dobrotami.
- Chalva nebo helva, rozemletá sezamová semínka s cukrem, popřípadě s různými dalšími přísadami.
- Baklava, dezert z filo těsta, sladkého sirupu či medu a ořechů nebo pistácií.
- Sütlaç, rýže uvařená v mléce a velmi silně oslazená.
- Künefe, dezert z filo těsta, sýra, cukrového roztoku a pistácií, případně sekaných ořechů. Je populární na celém Blízkém východě.
- Aşure, neboli Noemův puding. Dezert vyrobený z ovesných vloček, sušeného ovoce a ořechů, který se jí zejména ve dnech okolo islámského svátku Ašúrá.
- Dondurma, zvláštní druh zmrzliny, jejíž důležitou ingrediencí je mastichová pryskyřice
- Kadayif

### Pečivo
- Poğaça (pagáč v Česku), bochánek z mouky, vajec a másla. Často bývá plněný masem, sýrem nebo bramborovou kaší.
- Simit, kruhové pečivo podobné preclíku, posypané praženými sezamovými semínky. Jí se samotný, naslano (např. s bílým sýrem a zeleninou) nebo nasladko (s medem, džemem apod.)
- Lahmacun, placaté pečivo podobné pizze.

## Nápoje

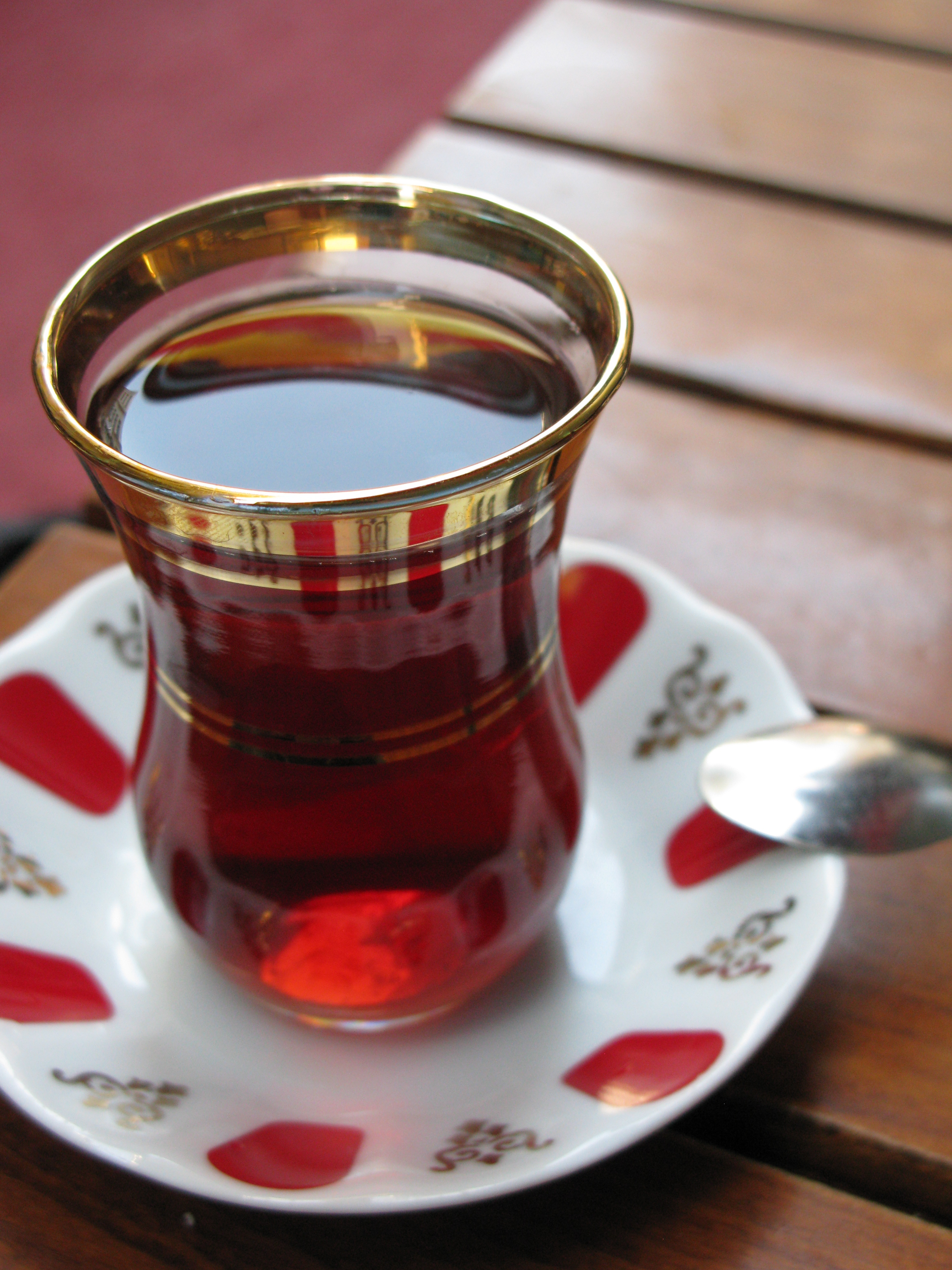
Turecký čaj

- Çay, čaj, nejoblíbenější nápoj. Pije se nejčastěji silný slazený černý čaj z malých decilitrových skleniček. Pijí se i čaje ovocné nebo bylinkové. Elma çay je jablečný čaj, dále se čaje připravují z citrónové kúry, pomerančů, máty a dalšího ovoce.
- Kahve, velmi oblíbená káva. Tűrk kahvesi neboli turecká káva bývá připravovaná v džezvě. Sade je bez cukru, orta şekerli je mírně sladká a şekerli je hodně sladká.
- Ayran, typický turecký nápoj, jogurt rozředěný vodou, osolený a ochucený kořením, nejčastěji mátou.
- Nealkoholické nápoje, pije se nejčastěji obyčejná voda (su), ovocné džusy (meyve suyu), limonády Coca Cola nebo Fanta.
- Bira, pivo, oblíbená místní značka je Efes.
- Şarap, víno, zejména červené
- Salep, sladký kořeněný nápoj
- Rakı, tradiční anýzová pálenka z vinných hroznů, nápoj podobný řeckému ouzu nebo francouzskému pastisu.
- şalgam suyu, nápoj ze speciální odrůdy mrkve kyselo-slané chuti. Často se jím zapíji alkoholický nápoj rakı.